# Área de conservación privada Bosque Natural El Cañoncillo
El Área de Conservación Privada Bosque Natural El Cañoncillo se encuentra al norte del Perú, ubicado específicamente en el distrito de San José, dentro de la provincia de Pacasmayo, en el departamento de La Libertad. Fue declarada área de conservación privada en 2004 a través de la R.M. N.º 0804-2004-AG.
Con un territorio de 1.310,90 ha se divide en tres zonas: el  Bosque Natural; Las lagunas  y las dunas y cerros.

## Geografía
El área se encuentra en la margen izquierda del río Jequetepeque. Tiene tres lagunas: Gallinazo, Larga y Cañoncillo. En el norte se encuentra cerros Tecapa y el este Santonte. El sur y oeste está cerca de las pampas de Jatanca. Forma parte de los ecosistemas de bosques secos del Perú y Yunga. Es un área de conservación privada con bosques secos de algarrobo de hasta 8 metros de altura en medio de doradas dunas. El Cañoncillo está ubicado en el distrito de San Pedro de Lloc, en la margen izquierda del río Jequetepeque. 

## Flora y fauna
La flora está representada por el algarrobo. La fauna silvestre está representada por el zorro costeño así como las aves pericos, tordos, chiscos, cuculas, picaflores, lechuzas, águilas y gallinazos.

## Primeros pobladores
Al sur del Cañoncillo, se pueden encontrar las primeras muestras de ocupación humana, específicamente en una zona conocida como Huaca Colorada.
Hacia la base del cerro Cañoncillo-La Faja, se pueden encontrar vestigios arqueológicos del periodo Pre Cerámico VI (2400 a. C.).
Hacía la zona sur de éste, se localizan aún restos de la Cultura Cupisnique (1250-900 a. C.), Gallinazo (200 d. C.), Mochica (300 d. C.) y Chimú (900-1440 d. C.), aquí se localiza la ciudadela, con una extensión aproximada de 5 ha.